# Teritoriální síly Armády České republiky
Teritoriální síly Armády České republiky (TerS AČR) zabezpečují ochranu a obranu území České republiky. Určením teritoriálních jednotek aktivní zálohy je obrana proti vnějšímu napadení, zajištění vnitřní bezpečnosti a ochrana důležitých objektů v daném regionu. V jejich čele stojí Velitelství teritoriálních sil (VeTerS) v posádce Tábor, které je v době míru podřízeno náčelníkovi Generálního štábu AČR, za stavu ohrožení státu a válečného stavu spadá pod Velitelství pro operace.

## Historie
Velitelství teritoria vzniklo 1. července 2019, což tehdejší ministr obrany Lubomír Metnar (ANO) odůvodnil poukázáním na „aktuální bezpečnostní situaci a možné hrozby, kterým by mohlo Česko čelit. Jde o vývoj na východě směrem k Rusku.“
Podle plukovníka gšt. Jaroslava Hrabce bylo založení teritoriálních sil reakcí na požadavky zajištění obrany České republiky a organizační zastřešení krajských vojenských velitelství (KVV) a  jejich teritoriálních jednotek, s termínem dosažení plných operačních schopností k  1.  lednu  2025.
V roce 2021 přešla všechna krajská vojenská velitelství do podřízenosti Velitelství teritoria, které bylo 1. ledna 2023 rozšířeno a přejmenováno na Velitelství teritoriálních sil.

## Struktura

### Velitelství teritoriálních sil
Velitelství teritoriálních sil (VeTerS) je taktický organizační útvar nadřízený krajským vojenským velitelstvím (KVV) a teritoriálním jednotkám aktivní zálohy (AZ). Mezi jeho hlavní úkoly patří mobilizační doplnění Armády České republiky a koordinace činnosti KVV při realizaci opatření krizového řízení.

### Krajská vojenská velitelství
Krajská vojenská velitelství (KVV) jsou vojenské správní úřady působící na území krajů, v jejichž bezpečnostní radě nebo krizovém štábu zabezpečují plánování a nasazení sil a prostředků AČR v součinnosti s dalšími složkami Integrovaného záchranného systému či plnění úkolů Policie České republiky. KVV plní úkoly obrany státu podle zvláštních právních předpisů, především zákona č. 585/2004 Sb., o branné povinnosti a jejím zajišťování (branný zákon), včetně plánování a zabezpečení provedení mobilizace.

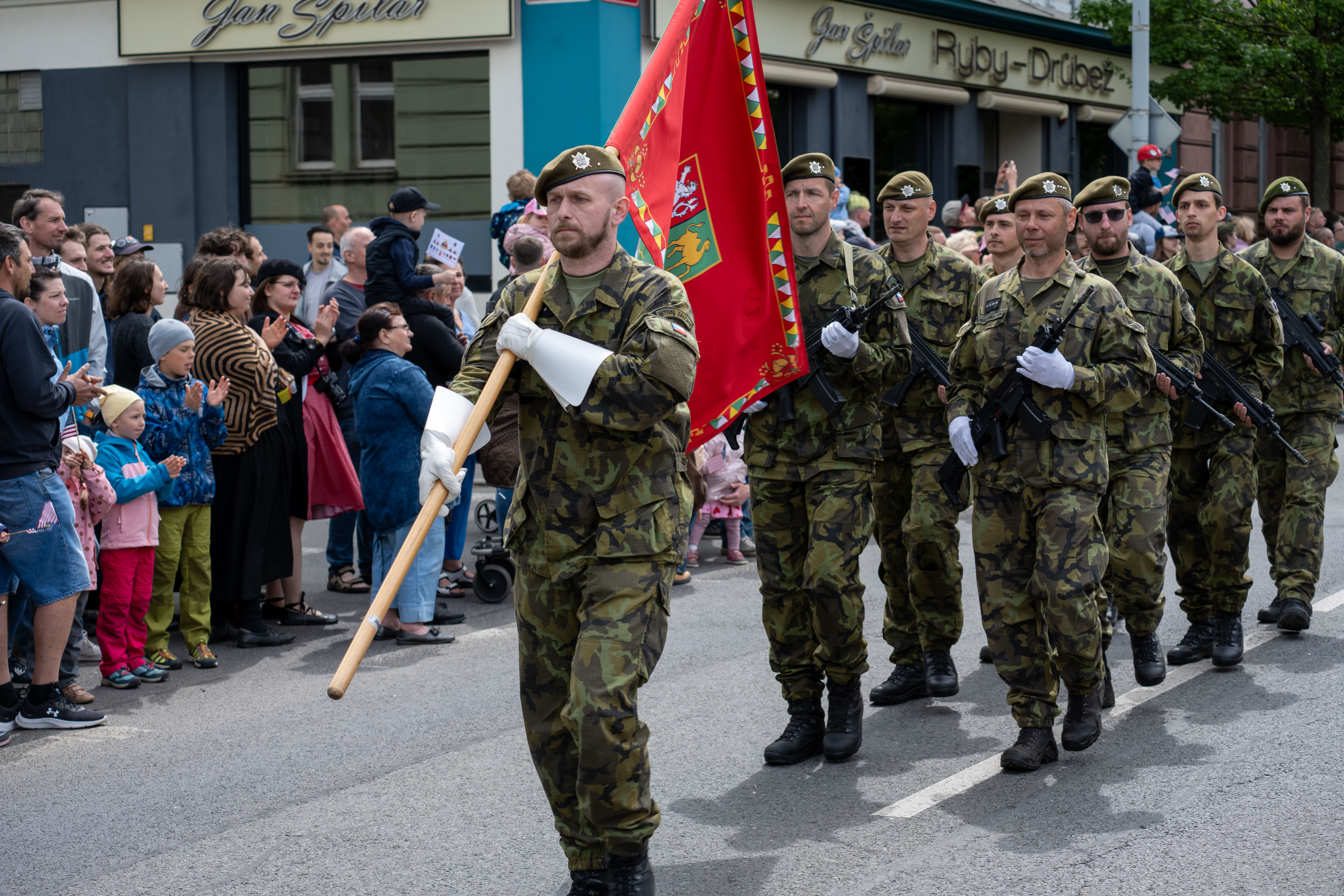
Vojáci AZ při KVV Plzeň, 80. výročí osvobození Plzně, 4. 5. 2025

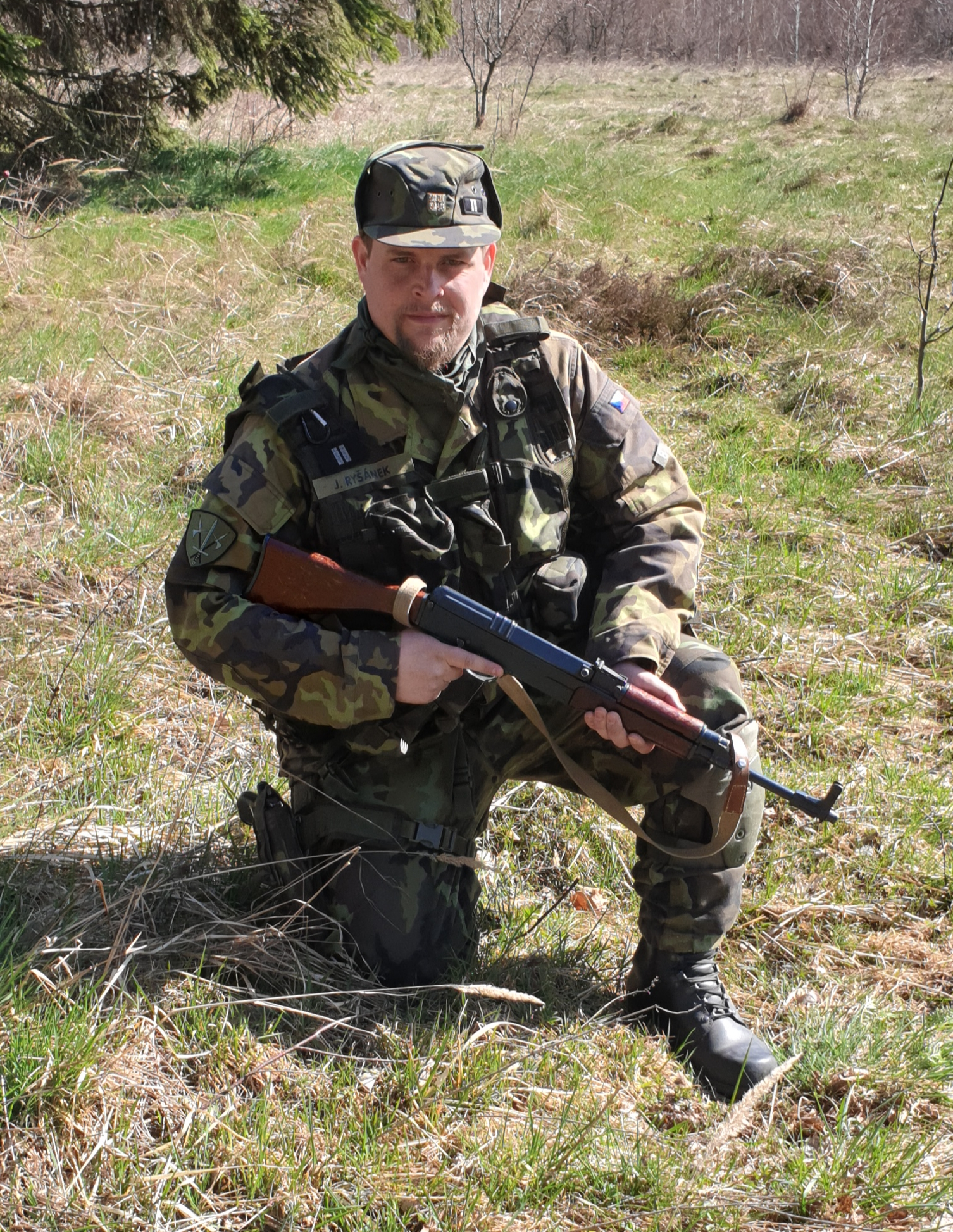
Nadrotmistr pěší roty AZ při KVV Zlín na cvičení v roce 2019

Struktura KVV:
- Ředitel
- Velení
- Operační oddělení
- Oddělení podpory
- Oddělení obranných příprav
- Pěší rota AZ

Seznam KVV:
1. KVV hlavní město Praha
2. KVV Praha Středočeský kraj
3. KVV Karlovy Vary
4. KVV Ústí nad Labem
5. KVV Liberec
6. KVV Hradec Králové
7. KVV Pardubice
8. KVV Jihlava
9. KVV České Budějovice
10. KVV Plzeň
11. KVV Brno
12. KVV Olomouc
13. KVV Ostrava
14. KVV Zlín

### Teritoriální jednotky AZ
Každé krajské vojenské velitelství disponuje jednou pěší rotou. Podle zpráv z roku 2025 budou roty teritoriálních sil rozšířeny na prapory územní obrany o síle asi 600 vojáků.
Hlavním úkolem teritoriálních pěších rot AZ je střežení a obrana objektů kritické infrastruktury, což je předmětem každoročních cvičení a jednou za 4 roky celorepublikového cvičení s názvem Hradba. Dále mohou pomáhat profesionální armádě během přesunů spojeneckých sil přes území České republiky nebo za krizové situace nevojenského charakteru, například při povodních.
Výzbroj a výstroj jednotek teritoriálních sil je průběžně modernizována, samopaly vzor 58 jsou nahrazovány útočnými puškami CZ 805 BREN, byly pořízeny nové balistické přilby, spojovací prostředky a terénní vozidla Toyota Hilux.